# Sinfonía n.º 2 (Bruckner)

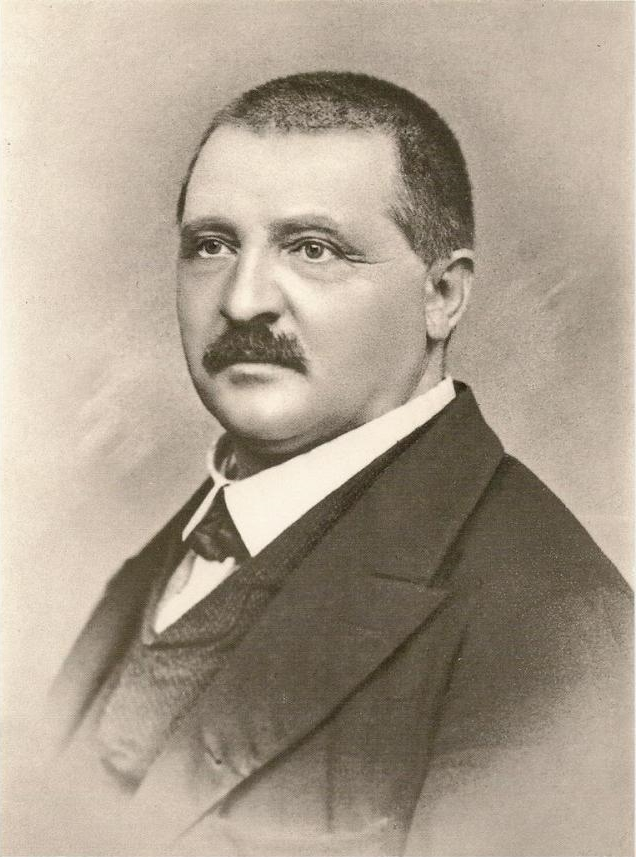
Bruckner en 1868.

La Sinfonía n.º 2 en do menor, WAB 102, también conocida como Sinfonía de las pausas o en alemán Pausensinfonie, fue compuesta por Anton Bruckner entre 1871 y 1872. Fue sometida a un extenso proceso de revisión que terminó en 1892, lo cual fue una práctica común en la producción sinfónica del maestro austríaco. Se estrenó el 26 de octubre de 1873 bajo la dirección del propio compositor y fue un éxito. Inicialmente fue dedicada a Franz Liszt pero acabó siendo la única sinfonía de Bruckner sin dedicatoria.

## Historia

### Composición
La composición de esta pieza se desarrolló entre 1871 y 1892, periodo en el cual la obra experimentó un largo proceso de revisión. La partitura había sido dedicada inicialmente a Franz Liszt, el cual no aceptó la dedicatoria. Esta es la única sinfonía de Bruckner sin dedicatoria, ya que Richard Wagner eligió la Sinfonía n.º 3 cuando se le ofrecieron ambas obras.
El sobrenombre Sinfonía de las pausas se debe al uso dramático de los silencios de toda la orquesta, que acentúan la forma de la obra. El propio Bruckner lo utilizó en algunas de sus cartas para referirse a esta obra porque él mismo consideraba que las pausas en la pieza hacían más fácil para el público entender su estructura formal.

#### Versión original de 1872
La versión original fue compuesta entre el 11 de octubre de 1871 y el 11 de septiembre de 1872. Se inició durante una estancia del maestro austríaco en Gran Bretaña, al ser invitado a tocar en la Exposición Internacional de Londres de 1871. Representa la primera concepción de la pieza por parte del autor. El orden de los movimientos centrales aparece invertido con respecto al de las versiones definitivas. El Scherzo ocupa el segundo lugar y el Adagio el tercero. Bruckner no volvería a utilizar este esquema hasta la Sinfonía n.º 8.  
La partitura autógrafa se conserva en la actualidad en la Biblioteca Nacional de Austria bajo la denominación Mus.Hs.19474 y se puede consultar en línea. Esta versión de la sinfonía no fue interpretada hasta 1991. 
Ediciones:
- Edición William Carragan de 2005: edición crítica para la Bruckner Gesamtausgabe (BGA) o Edición completa de Bruckner bajo los auspicios de la Internationale Bruckner-Gesellschaft o Sociedad Internacional Bruckner. Carragan distinguió entre dos versiones de la sinfonía: la de 1872 y la de 1877. Las versiones restantes, empleadas para la primera interpretación en 1873 y la segunda en 1876, se comentan en el Revisionsbericht o informe de revisiones.

#### Versión de 1873
Bruckner hizo ajustes para preparar el estreno de la sinfonía. En primer lugar para el ensayo de octubre de 1872 con Otto Dessoff, el compositor introdujo las siguientes modificaciones:
- Intercambió el orden de los movimientos intermedios, dando como resultado la secuencia tradicional: Primer movimiento – Adagio – Scherzo – Finale.
- El Scherzo fue acortado eliminando las repeticiones.
- El Adagio se complementó con una extensa quinta sección antes de la coda con semicorcheas en los primeros violines.

Antes del estreno llevó a cabo nuevos retoques:
- La quinta sección del Adagio recibió un solo de violín ampliado.
- Al final del Adagio el solo de trompa fue asignado al clarinete y las violas probablemente por razones técnicas.
- En el desarrollo del Finale una sección armónicamente atrevida fue acortada y reemplazada por una sección denominada "Neuer Satz" o "Nuevo movimiento".
- En el cierre del Finale se eliminó el segundo crescendo, de modo que los compases finales en fortissimo siguieron inmediatamente a la tranquila cita de temas anteriores.
- En los últimos compases se añadió un cuarto trombón, cuyo motivo principal estaba únicamente en las cuerdas graves, que evocaban asociaciones con un solo de pedal de órgano.

La sinfonía se estrenó en esta forma el 26 de octubre de 1973 en Viena con el propio compositor dirigiendo a la Filarmónica de Viena. 
Ediciones:
- Edición de William Carragan de 2005: Constituye una “versión original” imaginaria en la que, entre otras cosas, editó los movimientos de la serie, organizó una secuencia en la que fueron compuestos pero nunca interpretados. En cierto modo su primera edición de la primera versión confunde varias fases de trabajo entre 1872 y 1876 y contiene indicaciones de la primera edición impresa, lo que hace que no sea del todo fiable como texto puro.

#### Versión de 1876
A partir de 1875 Bruckner introdujo otros ajustes menores antes de la segunda interpretación de la sinfonía, que tuvo lugar el 20 de febrero de 1876 en el Musikverein de Viena interpretada de nuevo por la Filarmónica de Viena bajo la batuta del compositor. Se aplicaron los siguientes cambios:
- En la conclusión del primer movimiento se acortó el pasaje añadido en 1873 mediante un crescendo.
- En el Finale se restauró algún fragmento de la versión original que había sido eliminado en 1873.
- En el cierre del Finale se reinsertó el segundo crescendo, mientras que fue eliminado el primero, incluidas las citas del tema.
- En los últimos compases se eliminó el cuarto trombón, añadido en 1873, para asignar el motivo a toda la cuerda al unísono.

#### Versión de 1877

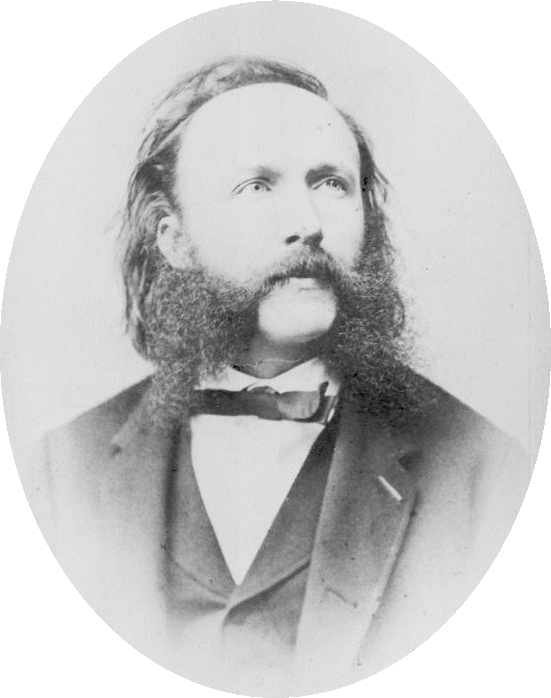
Johann von Herbeck.

Una nueva revisión tuvo lugar en 1877. En comparación con la versión original, presenta estas modificaciones:
- Se cambiaron los títulos de sus movimientos.
- El primer movimiento se recortó, si bien tal recorte pudo haberse realizado en 1876. Los últimos compases se alargaron un poco.
- El Adagio se redujo eliminando un pasaje extenso de la segunda sección, se suprimió el solo de violín y se desarrolló más la sección de metales de la última sección.
- El Scherzo sufrió ligeras modificaciones, con la repetición de algunos compases en el cierre del Scherzo y su repetición.
- En el Finale el pasaje llamado “Nuevo movimiento”, acortado en 1876, fue reemplazado por un pasaje aún más corto.
- Los últimos compases se modificaron de nuevo, sobre todo en la parte de las trompetas.

Una copia de esta partitura se conserva en la actualidad en la Biblioteca Nacional de Austria bajo la denominación Mus.Hs.6034 y se puede consultar en línea. En la Biblioteca del Ayuntamiento de Viena se guarda otra copia de la partitura con la denominación MH 6781/c. Dicha copia fue preparada en 1877 por Franz Hlawaczek con la dedicatoria para Franz Liszt, el cual no aceptó la dedicatoria.
Ediciones:

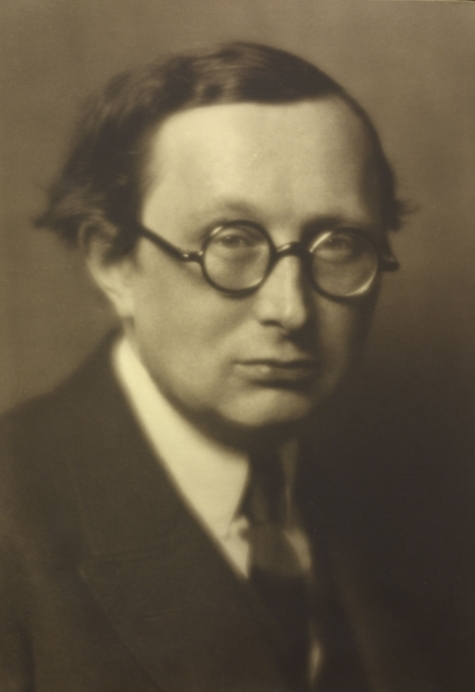
Robert Haas por Georg Fayer 1927.

- Edición de Robert Haas en 1938: primera edición crítica preparada para la primera Bruckner Gesamtausgabe (BGA) o Edición completa de Bruckner. En opinión de Haas, la primera edición, que era la única disponible hasta ese momento, contenía una gran cantidad de recortes y modificaciones que no provinieron de Bruckner o que le fueron impuestas contra su voluntad por asesores como Johann von Herbeck. Por esta razón Haas no presentó la versión original, sino que se basó principalmente en la versión de 1877 con algunos elementos de la de 1872. Incorporó a la gran partitura de dirección un "Vorlagenbericht" o "informe de presentación" extenso y cuidado, en el que imprimió los compases originalmente compuestos por Bruckner, así como los finales alternativos del primer y segundo movimientos. Aunque en los borradores dejó la nomenclatura típica de Bruckner con los nombres de los instrumentos en italiano y los timbales debajo de las trompetas, los finales alternativos de los movimientos se registraron con la misma disposición que el resto de la partitura.
- Edición de Leopold Nowak en 1965: segunda edición crítica publicada por Nowak, sucesor de Haas como director de la Bruckner Gesamtausgabe. Nowak criticó duramente este principio de versiones mixtas de su predecesor. Su edición se trata de una aproximación a la versión de 1877, siempre que se respeten los cortes y se corrija un error en las partes de trompeta al final del primer movimiento.
- Edición de William Carragan de 2007: Es la última edición definitiva elaborada para la Bruckner Gesamtausgabe. En ella utiliza muchos detalles de la primera edición de 1892.

#### Versión de 1892
Bruckner volvió a revisar la obra para preparar su primera edición. En este caso contó con la colaboración de su alumno Cyrill Hynais. Los cambios afectaban principalmente a la instrumentación, la dinámica y las indicaciones de articulación.
- En el primer movimiento y en el Adagio se recortaron fragmentos. En el Adagio se eliminó el solo de violín.
- En el Finale se propuso una gran línea "vi-de" que abarca casi toda la recapitulación.
- Las conclusiones de los movimientos exteriores se ampliaron ligeramente o se completaron con partes.
- Indicaciones puntuales, como el pianissimo al inicio de los compases finales del primer movimiento, fueron casi con toda seguridad escritas por Hynais.
- En el cierre del Finale los compases finales se alargaron un poco más y se introdujeron nuevas partes de trombón, similares a las partes de trompeta de 1877.

Una copia de esta partitura se conserva en la actualidad en la Biblioteca Nacional de Austria bajo la denominación Mus.Hs.6035 y se puede consultar en línea.
Ediciones:
- Edición de Cyrill Hynais de 1892: se trata de la primera publicación de la pieza, que fue llevada a cabo en 1892 en Viena por el editor Ludwig Doblinger bajo la supervisión de Hynais.
- Edición de William Carragan de 2007: edición crítica en la que Carragan trató de recuperar esta versión ya que ni la edición de Haas (1938) ni la de Nowak (1965) representan versiones puras.

### Estreno y publicación
El estreno se celebró el 26 de octubre de 1973 en Viena con la interpretación de la Orquesta Filarmónica de Viena dirigida por el propio compositor. Bruckner había intentado que la sinfonía fuera estrenada por esta misma orquesta bajo la batuta de Otto Dessoff. Pero esta interpretación no se materializó porque tanto Dessoff como los intérpretes consideraron imposible ejecutarla. Con la ayuda de un mecenas, Bruckner logró contratar a la Filarmónica de Viena para dirigir él mismo la obra. Llevaron a cabo numerosos ensayos preparatorios que contribuyeron a que el estreno fuera un éxito.
La primera edición de la pieza fue llevada a cabo en 1892 por el editor Ludwig Doblinger en Viena. La edición de Doblinger se consideró no auténtica durante mucho tiempo, pero ahora se reconoce como un registro más exacto de la versión de 1877 que las ediciones de Haas o Nowak. Más tarde se publicaron otras ediciones críticas tratando de reflejar de la mejor manera las diversas variantes, revisiones y versiones.

## Instrumentación
La partitura está escrita para una orquesta formada por:
- Viento madera: 2 flautas, 2 oboes, 2 clarinetes en si bemol, 2 fagotes.
- Viento metal: 4 trompas (dos en fa y dos en mi bemol), 2 trompetas en do, 3 trombones (alto, tenor y bajo).
- Percusión: timbales.
- Cuerda: una sección de cuerdas con violines I y II, violas, violonchelos y contrabajos.

## Estructura y análisis
La sinfonía consta de cuatro movimientos que presentan dos versiones.
La primera versión sigue este esquema:
- I. Moderato. Ziemlich schnell, en do menor 2
2
- II. Scherzo. Mäßig schnell, en do menor – Trio. Gleiches Tempo, en do menor 3
4
- III. Feierlich, etwas bewegt, en la bemol mayor 4
4
- IV. Finale. Ziemlich schnell, en do menor 2
2

La segunda versión sigue este esquema:
- I. Moderato, en do menor 2
2
- II. Adagio – Feierlich, etwas bewegt, en la bemol mayor 4
4
- III. Scherzo. Mäßig schnell, en do menor – Trio. Gleiches Tempo, en do menor 3
4
- IV. Finale. Mehr schnell, en do menor 2
2

La interpretación de esta obra dura aproximadamente entre 65 y 70 minutos. Está escrita en la misma tonalidad que su Sinfonía n.º 1. Constituye un hito en el diseño de las sinfonías de Bruckner. Aunque el maestro ya había aplicado la forma sonata a este género, en 1872 amplió su presentación y desarrollo, estableciendo así el marco que usaría sistemáticamente en su producción sinfónica posterior.

### I.Moderato. Ziemlich schnell
El primer movimiento lleva la indicación Moderato. Ziemlich schnell, que significa "bastante rápido". Esta indicación en alemán desapareció en posteriores revisiones, quedando solo el Moderato. Está escrito en la tonalidad de do menor, en compás alla breve y responde a la forma sonata. El tema principal se deja sentir, confiado a los violonchelos, sobre un trémolo de dobles tresillos, sobre acordes de do menor en violines y violas; melodía expresiva, con breves intervenciones de las trompas. La trompeta subraya el ritmo de base y el tema, armónicamente enriquecido, sufre algunas transformaciones antes de apagarse en un pianissimo de los clarinetes, fagots y trompas. Después de tres ligeros golpes de timbal, un silencio general precede al anuncio de un segundo tema soberbio entonado de nuevo por los violonchelos, en mi bemol mayor (tonalidad relativa del do menor inicial). Un breve crescendo da paso a un toque de las trompas. Le sigue la melodía tranquila, interiorizada, del tercer tema asignado a flautas, clarinetes y oboes, que está sujeto también a muchas transformaciones. Tras una nueva pausa de la orquesta, un solo de trompa introduce un desarrollo de dimensiones épicas. En la reexposición los violonchelos recuperan el tema principal. Los otros temas regresan según su exposición inicial, antes de un nuevo silencio que rompe la coda, en el tempo primo. Concluye con un heroico tutti en tónica, subrayado rítmicamente por las trompetas.

### II.Adagio – Feierlich, etwas bewegt
El segundo movimiento lleva la indicación Adagio – Feierlich, etwas bewegt, que significa "solemne, un poco animado". En la versión original solo aparecía la expresión en alemán y luego se añadió el término Adagio. Está escrito en la bemol mayor y en compás de 4/4. Reviste la índole de un Andante. Responde al patrón ABA'B'A''' con coda, una forma que utilizará en sus siguientes sinfonías, salvo la Sinfonía n.º 6. Se trata de una ilustración perfecta de cómo Bruckner elabora un movimiento sinfónico nutriendo el material temático con figuras melódicas y armónicas. La atmósfera meditativa del tema principal en los primeros violines es retomada por las demás cuerdas. El hermoso tema secundario se escucha en el oboe. El solo de trompa conduce a un nuevo tema de gran expresividad, como un coral puntuado por el pizzicato de las cuerdas. Este tema se combina hábilmente con el primero mediante un solo de fagot. Breve y tranquilo interludio de las cuerdas, antes de una reminiscencia del "Benedictus" de la Misa en fa menor (estrenada en 1872, el mismo año en que concluyó su segunda sinfonía), "Im Namen des Herrn", es una cita orquestal casi textual del canto a la gloria de Dios. Después todo se disipa en la extrema calma de un pianississimo (ppp) con el famoso solo de trompa (o de clarinete, según la versión), acompañado por las cuerdas con sordina.

### III.Scherzo. Mäßig schnell – Trio. Gleiches Tempo
El tercer movimiento lleva la indicación Scherzo. Mäßig schnell – Trio. Gleiches Tempo, que significa "Scherzo. Moderadamente rápido – Trio. Mismo tempo". Está escrito en do menor, en compás de 3/4 y responde a una forma ternaria A-B-A de scherzo con trío. La sección central de trío presenta la apariencia de un Ländler por momentos soñador, en el que suenan primero las violas, luego los segundos violines, clarinetes y violonchelos. 

### IV.Finale. Mehr schnell
El cuarto y último movimiento lleva la indicación Mehr schnell, que significa "más rápido". Retoma la tonalidad inicial y el compás alla breve. Al igual que el Moderato inicial, está construido sobre tres temas. Ambos movimientos, además, presentan relaciones temáticas significativas, en particular por el resurgimiento de un ostinato derivado del tema inaugural de la obra. Este mismo tema reaparece en el transcurso del desarrollo y en la coda. La base rítmica constituye otro elemento de unificación, principalmente en la conclusión. De igual modo se pueden identificar transformaciones tonales ligadas a las del movimiento de apertura. El bemol mayor de partida se sustituye, con el segundo tema, con el mayor que evoluciona hacia mi bemol..., antes de la conclusión en do mayor . Es por tanto una concepción organizativa semejante a la del primer movimiento. Contiene dos citas del "Kyrie" de la Misa en fa menor. Sólo puede reprocharse cierto desorden del arsenal temático, demasiado rico y fragmentado, que hace pensar que el compositor, pese al rigor de sus intenciones, no ha dominado completamente su traducción musical.

## Recepción de la obra
Para el director de orquesta Georg Tintner: "La manía de Bruckner por la revisión a veces dio frutos positivos ... [pero con] la Segunda y la Tercera [sinfonías] sus primeras versiones me parecen las mejores". 

## Discografía selecta
A continuación se cita una selección de grabaciones de las distintas versiones de la sinfonía.
Versión original de 1872
- 1996 – Georg Tintner, Orquesta Sinfónica Nacional de Irlanda (Naxos).
- 2006 – Simone Young, Orquesta Filarmónica de Hamburgo (BMG).

Versión de 1877 (ed. Haas)
- 1944 – Georg Ludwig Jochum, Orquesta Bruckner de Linz (Tahra).
- 1973 – Horst Stein, Orquesta Filarmónica de Viena (Decca).
- 1991 – Riccardo Chailly, Orquesta del Concertgebouw (Decca).

Versión de 1877 (ed. Nowak)

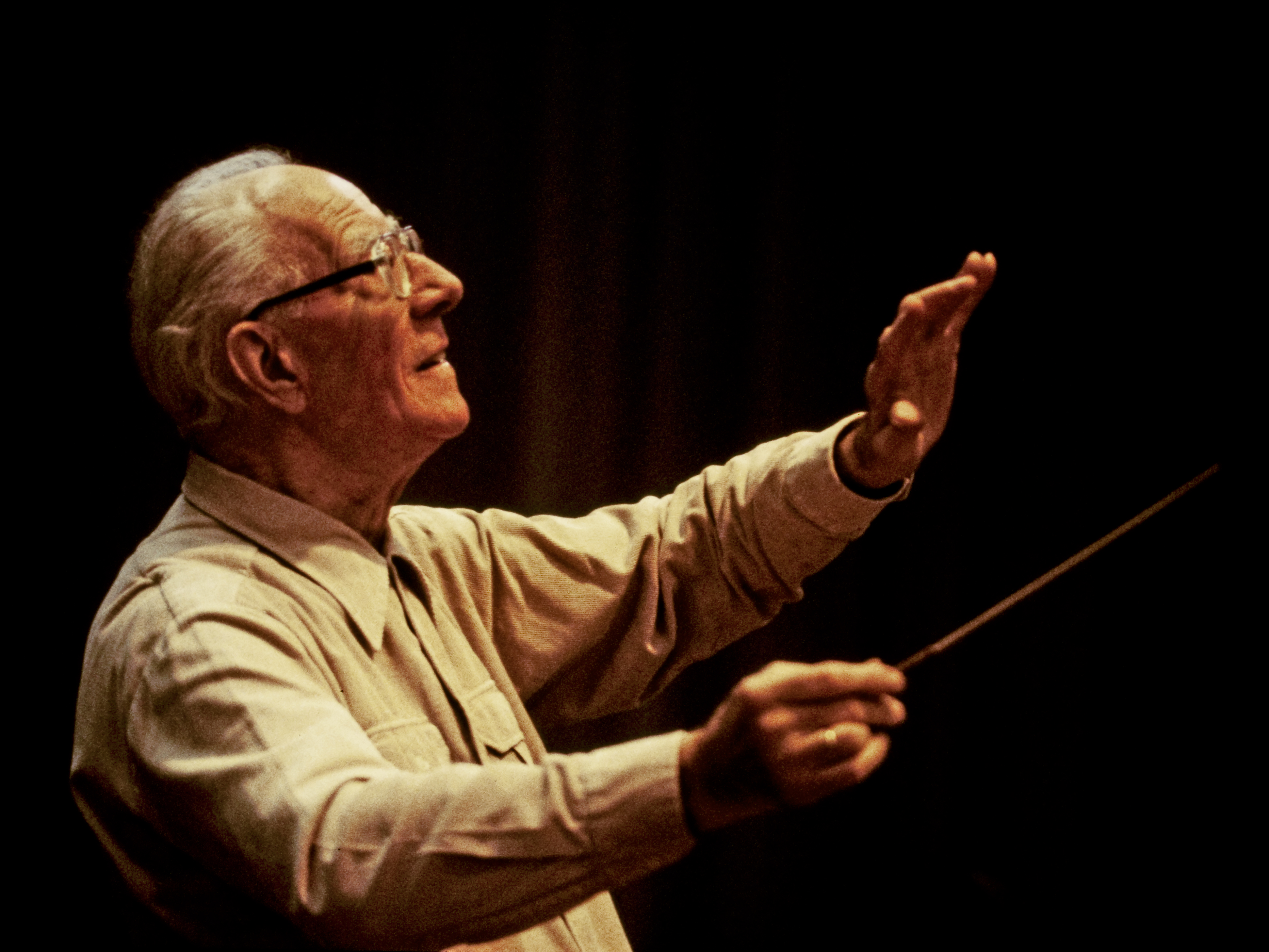
Eugen Jochum.

- 1974 – Carlo Maria Giulini, Orquesta Sinfónica de Viena (EMI).
- 1980 – Eugen Jochum, Staatskapelle Dresden (EMI).

Versión de 1877 (ed. Carragan)
- 1997 – Daniel Barenboim, Orquesta Filarmónica de Berlín (Warner).
- 2019 – Andris Nelsons, Orquesta de la Gewandhaus de Leipzig (DG).
- 2019 – Christian Thielemann, Orquesta Filarmónica de Viena (Sony).